# Kázmér Batthyány

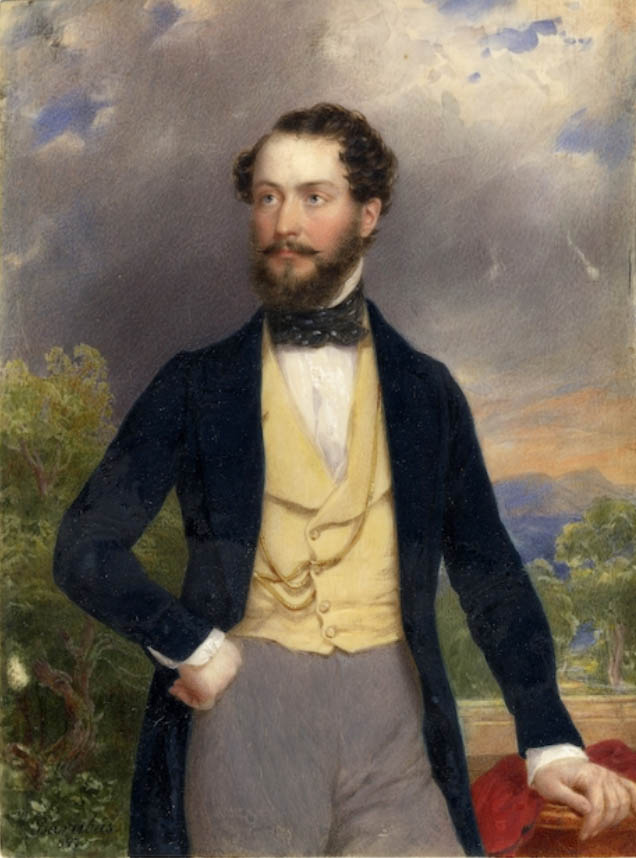
Kázmér Batthyány, Gemälde von Miklós Barabás (1847).

Kázmér (Kasimir) Graf Batthyány von Németújvár (* 4. Juni 1807; † 12. Juli 1854 in Paris) war ein ungarischer Großgrundbesitzer, Politiker und während der Ungarischen Revolution 1848/1849 erster Außenminister seines Landes.

## Leben
Batthyány von Németújvár entstammte einem bedeutenden Adelsgeschlecht und wuchs in Westeuropa auf. Erst nach dem Tode seines Vaters ging er nach Ungarn, wo er Ungarisch lernte und er als Mitglied des Magnatenhauses am Landtag von 1839/49 teilnahm. 1844 wurde er auf Betreiben Lajos Kossuths Präsident des Schutzvereins (ung. Védegyelet), der zur Förderung der ungarischen Industrie gegründet worden war. 1848 wurde er Obergespan und später Regierungskommissar des Komitats Baranya. Während der Ungarischen Revolution 1848/1849 wurde er im Februar 1849 vom Landesverteidigungsausschuss zum militärischen Befehlshaber der Komitate Bács, Csongrád und Pest, sowie des Jászkun Bezirks und der Städte Szeged, Szabadka und Zombor ernannt. Als Freiwilliger kämpfte er dann im Unabhängigkeitskrieg und nahm an den Schlachten bei Szenttamás, Tolna und Csepin teil. Von Mai bis August 1849 war er Außenminister im Kabinett von Bertalan Szemere und übernahm provisorisch auch die Ministerien für Industrie, Handel und Landwirtschaft. Nach Niederschlagung der Revolution emigrierte Batthyány mit Kossuth in das Osmanische Reich nach Widin, Schumen und Kütahya, und von dort 1851 nach Paris.